# Urubamba (banda)
Urubamba, más conocido como Los Incas, es un grupo de folklore andino fundado en 1956 por los argentinos Carlos Ben Pott y Ricardo Galeazzi y los venezolanos Elio Riveros y Narciso DeBourg. Más tarde ingresaron el uruguayo Emilio Arteaga así como también Jorge Miclhberg, quien le cambió el nombre temporalmente. El nombre escogido fue Urubamba.  
Este nombre hace referencia al río Urubamba, el que rodeaba a la ciudad prohibida de los incas, en el departamento de Cusco, Perú.
Jorge Milchberg y Los Incas introdujeron a Paul Simon en la música andina, y años después participaron en la grabación de El Cóndor Pasa (If I Could) que se convirtió en un éxito mundial. La canción apareció en el álbum Bridge over Troubled Water de Simon and Garfunkel en 1970. Simon conoció a Los Incas gracias a que, en una actuación suya con Art Garfunkel, coincidió (en el mismo programa) con el grupo que nos ocupa.
La música de Urubamba está principalmente influenciada por la música del folklore de la sierra del noroeste argentino, que también tiene marcada influencia en algunas zonas de Perú, Bolivia, Ecuador y Chile, aunque también han incursionado en el folclor venezolano.

## Historia
Los Incas fueron fundados por los argentinos Carlos Ben Pott y Ricardo Galeazzi y los venezolanos Elio Riveros y Narciso Debourg. Estos tres últimos abandonaron pronto el grupo, e ingresaron Jorge Milchberg y el venezolano Carlos Guerra. 
Entre los innumerables músicos que formaron posteriormente el grupo se encuentran Jorge Cumbo, Jorge Milchberg, Uña Ramos, Pablo Trosman, Hernán Pagola, Martín Torres, Emilio Arteaga, Juan Dalera, Lucho González, Fidel Guigui, Etc.
En 1965 compartieron escenario en el teatro Théâtre de l'Est Parisien de París con Paul Simon, y Art Garfunkel. 
Paul Simon, fascinado con la música de Los Incas, los invitó a ser parte de la grabación de El Cóndor Pasa del autor peruano Daniel Alomía Robles, con arreglo propio de Milchberg y letra compuesta por Simon.
En los años 1973 y 1974 formaron parte de la gira de Live Rhymin' de Paul Simon con el que llegaron a grabar como invitados en dos de sus discos, interpretando los temas El cóndor pasa (If I Could), Death in Santa Cruz, Kacharpari, Duncan y The Boxer.
Tiempo después la agrupación debió cambiar el nombre a Urubamba por cuestiones legales.
En 1974 un disco de Urubamba fue dirigido artísticamente por el mismo Paul Simon.